# Озёрки (Новоозёрский сельсовет)
Озёрки — железнодорожная станция (тип населённого пункта) в Тальменском районе Алтайского края России, административный центр Новоозёрского сельсовета.

## История
Основана в 1913 году. В 1928 году разъезд состоял из 67 хозяйств, основное население — русские. В административном отношении входил в состав Озёрковского сельсовета Белоярского района Барнаульского округа Сибирского края.

## Население
| 1926  | 1997  | 1998  | 1999  | 2000  | 2001  |
| ----- | ----- | ----- | ----- | ----- | ----- |
| 269   | ↗3654 | ↘3653 | ↗3669 | ↘3468 | ↗3943 |
| 2002  | 2003  | 2005  | 2006  | 2007  | 2008  |
| ↘3741 | ↘3636 | ↗3877 | ↗4197 | ↗4212 | ↘4209 |
| 2009  | 2010  | 2011  | 2012  | 2013  | 2021  |
| ↗4325 | ↘4209 | ↘4195 | ↗4239 | ↘4209 | ↘4178 |

### Национальный состав
Согласно результатам переписи 2002 года, в национальной структуре населения русские составляли 95 %.